# Comuna Zorea, Volodîmîr-Volînskîi
Zorea (în ucraineană Зоря) este o comună în raionul Volodîmîr-Volînskîi, regiunea Volînia, Ucraina, formată din satele Selîskî, Vorciîn și Zorea (reședința).

## Demografie
Componența lingvistică a satului Zorea
     Ucraineană (99,06%)
     Alte limbi (0,75%)
Conform recensământului din 2001, majoritatea populației satului Zorea era vorbitoare de ucraineană (99,06%), existând în minoritate și vorbitori de alte limbi.